# Elzan Bibić
Elzan Bibić (serb. Елзан Бибић, ur. 8 stycznia 1999 we wsi Karajukića Bunari) – serbski lekkoatleta specjalizujący się w biegach średniodystansowych i biegach długodystansowych, medalista halowych mistrzostw Europy w 2023.
Zwyciężył w biegu na 3000 metrów na mistrzostwach Europy juniorów młodszych w 2016 w Tbilisi. Zdobył brązowy medal w biegu na 1500 metrów na młodzieżowych mistrzostwach Europy w 2019 w Gävle.
Zdobył brązowy medal w biegu na 3000 metrów na halowych mistrzostwach Europy w 2023 w Stambule, przegrywając jedynie z Jakobem Ingebrigtsenem z Hiszpanii i Adelem Mechaalem z Hiszpanii.
Odnosił sukcesy w biegach przełajowych. Zdobył brązowy medal w biegu juniorów na mistrzostwach Europy w 2018 w Tilburgu i srebrny medal w biegu młodzieżowców na mistrzostwach Europy w 2019 w Lizbonie.
Zwyciężył w mistrzostwach krajów bałkańskich w biegu na 1500 metrów w 2021 oraz w halowych mistrzostwach krajów bałkańskich w biegu na 3000 metrów w latach 2016–2018 oraz w biegu na 1500 metrów w 2019 i 2020.
Był mistrzem Serbii w biegu na 800 metrów w 2019, w biegu na 1500 metrów w latach 2016, 2018–2022 i 2022 oraz w biegu na 3000 metrów w 2021, a w hali mistrzem w biegu na 800 metrów w 2023, w biegu na 1500 metrów w 2018, 2019 i 2022 oraz w biegu na 3000 metrów w latach 2026, 2018–2020 i 2022.
Jest rekordzistą Serbii w biegu na 1500 metrów z czasem 3:34,20 (4 sierpnia 2023, Berno), w biegu na 2000 metrów z czasem 4:56,13 (30 kwietnia 2024, Huelva) w biegu na 3000 metrów z czasem 7:37,03 (10 września 2023, Zagrzeb) i w biegu na 5000 metrów z czasem 13:14,18 (30 kwietnia 2024, Huelva), a w hali rekordzistą w biegu na 1500 metrów (3:37,84, 7 marca 2022, Belgrad), w biegu na milę (3:55,90, 2 lutego 2023, Ostrawa) i w biegu na 3000 metrów (7:39,96, 22 lutego 2022, Toruń).

## Osiągnięcia
| Rok  | Impreza                                   | Miejsce    | Konkurencja        | Pozycja     | Wynik    |
| ---- | ----------------------------------------- | ---------- | ------------------ | ----------- | -------- |
| 2015 | Olimpijski festiwal młodzieży Europy      | Tbilisi    | bieg na 1500 m     | 2. miejsce  | 4:01,62  |
| 2015 | Olimpijski festiwal młodzieży Europy      | Tbilisi    | bieg na 3000 m     | 1. miejsce  | 8:50,10  |
| 2015 | Mistrzostwa Europy w biegach przełajowych | Hyères     | bieg juniorów      | 28. miejsce | 18:28    |
| 2016 | Mistrzostwa Europy juniorów młodszych     | Tbilisi    | bieg na 800 m      | 8. miejsce  | 1:56,12  |
| 2016 | Mistrzostwa Europy juniorów młodszych     | Tbilisi    | bieg na 3000 m     | 1. miejsce  | 8:09,06  |
| 2016 | Mistrzostwa świata juniorów               | Bydgoszcz  | bieg na 1500 m     | 11. miejsce | 3:51,58  |
| 2016 | Mistrzostwa świata juniorów               | Bydgoszcz  | bieg na 5000 m     | 8. miejsce  | 13:51,40 |
| 2016 | Mistrzostwa Europy w biegach przełajowych | Chia       | bieg juniorów      | 27. miejsce | 17:55    |
| 2017 | Mistrzostwa Europy w biegach przełajowych | Šamorín    | bieg juniorów      | 31. miejsce | 19,26    |
| 2018 | Igrzyska śródziemnomorskie                | Tarragona  | bieg na 1500 m     | eliminacje  | DNF      |
| 2018 | Igrzyska śródziemnomorskie                | Tarragona  | bieg na 5000 m     | 13. miejsce | 14:32,05 |
| 2018 | Mistrzostwa świata juniorów               | Tampere    | bieg na 1500 m     | 6. miejsce  | 3:44,65  |
| 2018 | Mistrzostwa świata juniorów               | Tampere    | bieg na 5000 m     | 8. miejsce  | 14:15,37 |
| 2018 | Mistrzostwa Europy w biegach przełajowych | Tilburg    | bieg juniorów      | 3. miejsce  | 18,11    |
| 2019 | Halowe mistrzostwa Europy                 | Glasgow    | bieg na 1500 m     | eliminacje  | 3:47,94  |
| 2019 | Młodzieżowe mistrzostwa Europy            | Gävle      | bieg na 1500 m     | 3. miejsce  | 3:50,90  |
| 2019 | Młodzieżowe mistrzostwa Europy            | Gävle      | bieg na 5000 m     | 8. miejsce  | 14:26,40 |
| 2019 | Mistrzostwa Europy w biegach przełajowych | Lizbona    | bieg młodzieżowców | 2. miejsce  | 24:25    |
| 2021 | III liga drużynowych mistrzostw Europy    | Limassol   | bieg na 1500 m     | 1. miejsce  | 3:48,96  |
| 2021 | III liga drużynowych mistrzostw Europy    | Limassol   | bieg na 3000 m     | 2. miejsce  | 7:55,51  |
| 2021 | Młodzieżowe mistrzostwa Europy            | Tallinn    | bieg na 1500 m     | 4. miejsce  | 3:40,91  |
| 2022 | Halowe mistrzostwa świata                 | Belgrad    | bieg na 3000 m     | eliminacje  | 7:52,78  |
| 2022 | Igrzyska śródziemnomorskie                | Oran       | bieg na 1500 m     | 10. miejsce | 3:45,42  |
| 2022 | Mistrzostwa Europy                        | Monachium  | bieg na 5000 m     | 18. miejsce | 13:39,60 |
| 2022 | Mistrzostwa Europy w biegach przełajowych | La Mandria | bieg seniorów      | 53. miejsce | 31,50    |
| 2023 | Halowe mistrzostwa Europy                 | Stambuł    | bieg na 3000 m     | 3. miejsce  | 7:44,03  |
| 2023 | I dywizja drużynowych mistrzostw Europy   | Chorzów    | bieg na 1500 m     | 1. miejsce  | 3:41,35  |
| 2023 | I dywizja drużynowych mistrzostw Europy   | Chorzów    | bieg na 5000 m     | 1. miejsce  | 13:53,95 |
| 2023 | Mistrzostwa świata                        | Budapeszt  | bieg na 1500 m     | eliminacje  | 3:37,45  |
| 2024 | Halowe mistrzostwa świata                 | Glasgow    | bieg na 1500 m     | eliminacje  | 3:39,98  |
| 2024 | Mistrzostwa świata w biegach przełajowych | Belgrad    | drużyna mieszana   | 10. miejsce | 24:31    |
| 2024 | Mistrzostwa Europy                        | Rzym       | bieg na 5000 m     | 6. miejsce  | 13:24,54 |
| 2024 | Igrzyska olimpijskie                      | Paryż      | bieg na 5000 m     | eliminacje  | 14:14,46 |
| 2025 | Halowe mistrzostwa Europy                 | Apeldoorn  | bieg na 3000 m     | eliminacje  | 8:01,67  |

## Rekordy życiowe
- bieg na 1500 metrów – 3:34,20 (4 sierpnia 2023, Berno)
- bieg na 1500 metrów (hala) – 3:37,84 (7 marca 2022, Belgrad)
- bieg na milę (hala) – 3:55,90 (2 lutego 2023, Ostrawa)
- bieg na 2000 metrów – 4:56,13 (8 września 2024, Zagrzeb)
- bieg na 3000 metrów – 7:37,03 (10 września 2023, Zagrzeb)
- bieg na 3000 metrów (hala) – 7:39,96 (22 lutego 2022, Toruń)
- bieg na 5000 metrów – 13:14,78 (30 kwietnia 2024, Huelva)